# 프로코프 홀리

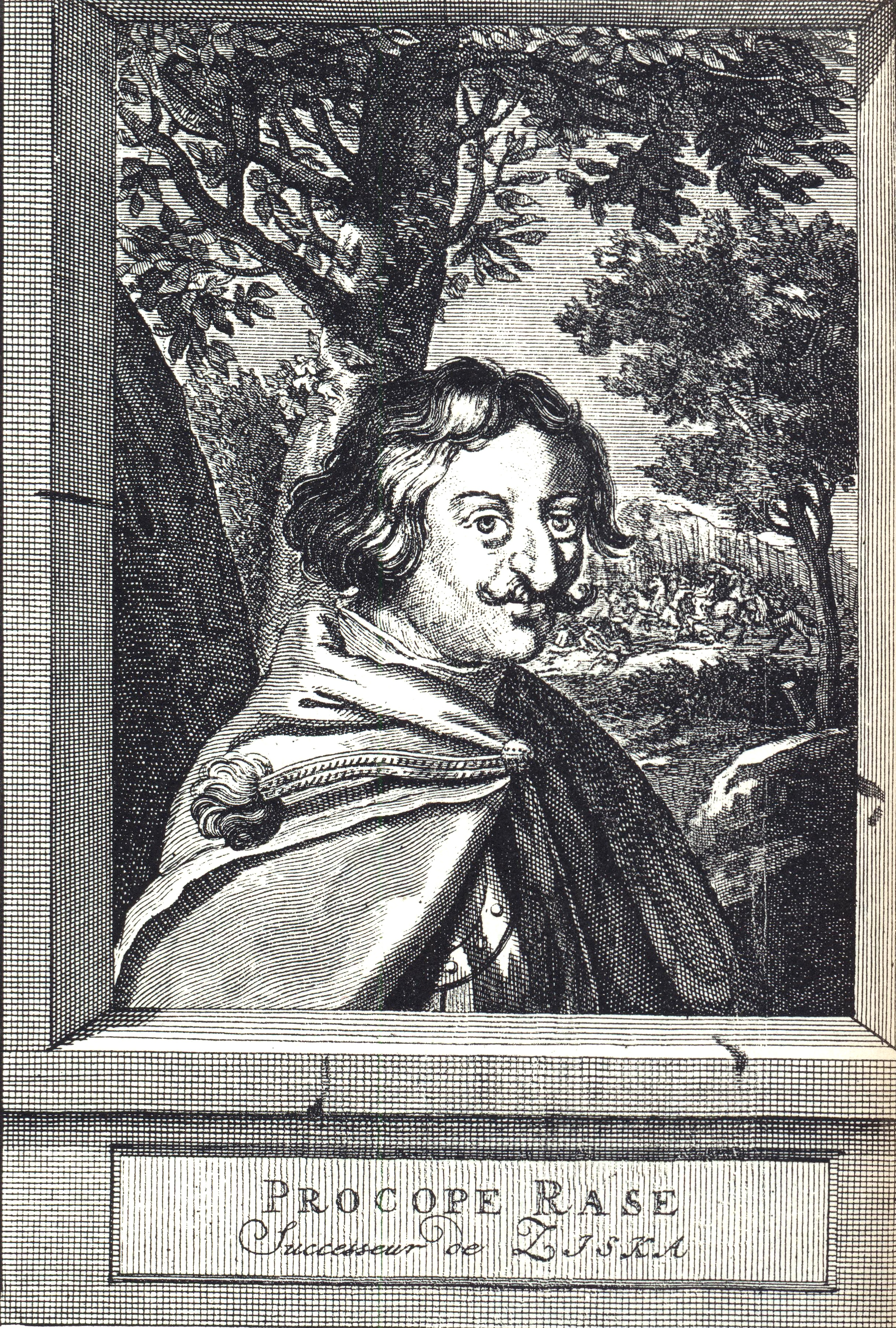

프로코프 홀리(체코어: Prokop Holý, 라틴어: Procopius Rasus 프로코피우스 라수스[*], 영어: Prokop the the Shaven: 1380년-1434년 5월 30일)는 체코의 후스파 사제이며 후스 전쟁 당시 타보르파의 군사지도자로 활동했다. 동명이인으로 고아파의 프로코프가 있기에 구분하여 프로코프 홀리를 대 프로코프(체코어: Prokop Veliký 프로코프 벨리키[*], 라틴어: Procopius Magnus 프로코피우스 마그누스[*]), 동명이인 프로코프를 소 프로코프(체코어: Prokop Malý 프로코프 말리[*])라고도 한다.
본래 양형영성체파(온건 후스파)였고, 프라하의 유복한 집 출신의 대처승이었다. 젊었을 때 일찍이 삭발례를 받아 "삭발자 프로코프"라는 뜻의 "프로코프 홀리"라는 별명으로 불렸다. 프라하에서 공부하고 여러 해 동안 외국을 여행했다. 보헤미아로 돌아온 뒤 사제이자 공무원으로 활동하다 강경 후스파인 타보르파에 들게 되었다. 타보르파의 종래 지도자였던 얀 지슈카가 죽은 뒤 타보르파의 지도자가 되었으며, 이후 후스파 동맹을 이끌고 1426년 우스티나드라벰 전투, 1431년 도마즐리체 전투에서 독일군과 가톨릭군을 무찔렀다. 특히 도마즐리체에서 프로코프가 거둔 결정적 승리는 바젤 공의회의 대표자들에게 후스파와의 협상을 강요했다.
또한 프로코프는 헝가리와 독일 방면으로의 후스파 원정에서도 지도자 역할을 수행했다. 특히 1429년에 보헤미아 후스파 군세는 작센과 누렌베르크를 침공했다. 하지만 후스파는 독일 영토를 영구 점령하려 시도하지 않았고, 프로코프는 1430년 2월 6일 프리드리히 1세 폰 브란덴부르크 변경백과 쿨름바흐에서 조약을 맺었다. 신성로마황제 지기스문트와 바젤 공의회가 후스파와 협상에 나서자 당시 생존 중인 후스파 지도자 중 가장 저명했던 프로코프가 바젤로 출발해 1433년 1월 4일 도착했다. 하지만 협상은 성과가 없었고 프로코프와 다른 사절들은 보헤미아로 돌아갔다.
이후 프로코프가 이끄는 급진 후스파와 일부 온건파는 가톨릭이 점유 중인 플젠을 공격했다(플젠 공방전). 하지만 타보르파는 오랜 전쟁으로 지쳐 있었고, 전투 도중에 후스파 내부의 분열로 프로코프가 파면당하면서 지휘관이 교체되기도 했으며, 보급 및 한파 등의 문제로 탈영이 속출하는 가운데 후스파 내부의 배신자들이 몰래 수비군에 식량을 공급하면서 공성전은 계속 지지부진했다. 한편 프라하로 돌아온 프로코프는 보헤미아의 통합과 평화를 위해 온건 후스파 및 가톨릭 세력과 접촉하였다. 그러나 온건 후스파와 가톨릭 세력은 비밀리에 급진 후스파를 몰아내기 위한 협상을 진행하고 있었다.
결국 온건 후스파와 가톨릭 세력은 급진 후스파에 대항하는 동맹을 맺었다. 동맹군이 프라하를 공격해 오자 프로코프는 방어에 실패했고, 플젠을 계속 공격 중이던 소 프로코프와 합류해 프라하를 버리고 동쪽으로 후퇴했다. 그러다 5월 30일 코우림과 콜린 사이에서 귀족들의 군세와 조우한 급진 후스파는 결정적인 패배를 당했다(리파니 전투). 이 전투에서 대·소 프로코프는 모두 전사했다.

## 참고 자료
- 본 문서에는 현재 퍼블릭 도메인에 속한 브리태니커 백과사전 제11판의 내용을 기초로 작성된 내용이 포함되어 있습니다.